# Iryna Chalip
Iryna Uladzimiraŭna Chalip, o Irina Chalip (in bielorusso Iрына Уладзіміраўна Халiп?, in russo Ирина Владимировна Халип?, Irina Vladimirovna Chalip; Minsk, 12 novembre 1967), è una giornalista, scrittrice e attivista bielorussa, nota per le sue critiche nei confronti del presidente della Bielorussia, Aljaksandr Lukašėnka. Nel maggio 2011, è stata condannata a due anni di carcere con sospensione della pena per il suo ruolo nelle proteste dopo le elezioni in Bielorussia del 2010.

## Biografia
Iryna Chalip è nata il 12 novembre 1967 a Minsk, una città della RSS Bielorussa. Suo padre è un critico d'arte e di teatro. Si è laureata presso l'Università statale della Bielorussia con specializzazione in studi sul giornalismo nel 1989.

### Carriera giornalistica
In seguito Chalip è andata a lavorare presso il giornale governativo Sovetskaja Belorussija. Ha deciso di voler diventare una giornalista a tempo pieno nel 1994, all'età di 26 anni. Ha dichiarato: "Cercavo qualcosa di non molto difficile... qualcosa di facile e interessante. Avevo ragione solo a metà, perché il giornalismo è davvero interessante, ma non facile".
La Bielorussia, che aveva ottenuto l'indipendenza dall'URSS dopo lo scioglimento dell'Unione Sovietica nel 1991, elesse presidente Aljaksandr Lukašėnka nel 1994. Divenne presto noto per aver limitato la libertà di parola e la libertà di stampa. Chalip ha dichiarato: "Alle dittature non piacciono i giornalisti: o li distruggono o li comprano". Quell'anno, Lukašėnka licenziò l'editore della Sovetskaja Belorussija dopo che i dipendenti proposero di privatizzare il giornale e chiesero anche che il giornale diventasse il suo "portavoce". Chalip lasciò il lavoro e divenne corrispondente di altri giornali.
Nel 1997, Chalip stava seguendo una manifestazione che si opponeva all'unificazione della Bielorussia con la Russia. È stata bastonata dalla polizia antisommossa e trascinata per i capelli, mentre suo padre, che era con lei al raduno, fu picchiato e perse i sensi.

### Al quotidiano Imja
Chalip in seguito è andata a lavorare per il quotidiano indipendente Imja ("Nome"). Nel 1999 il governo bielorusso ha lanciato un avvertimento ai responsabili di Imja in seguito ad un articolo che Chalip aveva scritto sulle attività del Comitato elettorale centrale. Secondo il presidente del comitato stampa bielorusso, l'articolo e la copertura del giornale sulle imminenti elezioni presidenziali sono stati "incitamento a rovesciare lo stato" e un secondo avvertimento avrebbe portato alla chiusura del giornale. Sempre quell'anno la polizia è andata a casa di Chalip e l'ha detenuta per un'intera giornata. L'hanno interrogata e, mentre era detenuta, hanno perquisito il suo appartamento, confiscato i documenti di viaggio e preso il suo computer di lavoro.
Nel marzo 2000, Chalip stava seguendo per lavoro una manifestazione a Minsk per protestare contro il divieto ufficiale di una marcia pubblica. La marcia vietata doveva essere parte dei festeggiamenti dell'opposizione per commemorare la fondazione della Repubblica democratica bielorussa nel 1918. È stata costretta a salire su un veicolo della polizia e detenuta in una struttura del ministero dell'Interno a Minsk, insieme ad altri 34 giornalisti. È stata rilasciata più tardi quello stesso giorno.
Nel 2003, il presidente Lukašėnka ha modificato il codice penale bielorusso in modo da rendere illegale per i giornalisti scrivere qualcosa di negativo sul presidente. Chalip aveva già scritto diversi articoli sulla corruzione nell'ufficio del pubblico ministero per Belorusskaja delovaja gazeta, un quotidiano economico bielorusso. Il giornale è stato quindi costretto a sospendere le proprie attività per "insulto all'onore e alla dignità del presidente". Nel 2006 il quotidiano è stato costretto a chiudere definitivamente.

### Alla Novaja Gazeta
Dopo la chiusura del giornale, Chalip è diventata redattrice e reporter per l'ufficio di Minsk della Novaja Gazeta (Nuova Gazzetta), un quotidiano con sede a Mosca. Il giornale è famoso per essere l'ultimo quotidiano indipendente in Russia, molto polemico contro la corruzione dei governi nelle ex repubbliche sovietiche; per questo motivo i suoi giornalisti hanno subito brutali intimidazioni e persecuzioni. Anna Politkovskaja, una delle loro più note giornaliste e vincitrice del "Premio al Coraggio nel Giornalismo 2002" , è stata uccisa a colpi di arma da fuoco fuori dal suo appartamento nel 2006. Tre anni prima, il giornalista investigativo della Gazeta Jurij Ščekočichin è morto in circostanze altamente sospette, in molti credono che sia stato avvelenato dal KGB. Chalip, tuttavia, ha dichiarato che non smetterà di denunciare violazioni dei diritti civili e umani.

### La vicenda di Emmanuel Zeltser
Le notizie più importanti di Chalip sono legate al rapimento, alla detenzione e alla tortura di Emmanuel Zeltser, un importante avvocato americano che ha trascorso 16 mesi nel carcere del KGB bielorusso prima di essere rilasciato grazie all'intervento del governo degli Stati Uniti e di organizzazioni per i diritti umani, tra cui Amnesty International. La vicenda: l'11 marzo 2008, Zeltser e il suo assistente Vladlena Funk sono stati rapiti a Londra, nel Regno Unito, dagli agenti bielorussi del KGB. Entrambi furono drogati e consegnati segretamente attraverso i confini internazionali alla Bielorussia a bordo di un jet privato appartenente a Boris Berezovskij, un "oligarca" russo ricercato dall'Interpol per frode e riciclaggio di denaro e amico intimo di Aljaksandr Lukašėnka.
Chalip ha inviato un testo della sua indagine giornalistica alla redazione di Novajya Gazeta sabato 22 novembre 2009. Quel giorno alle 17,43 ha ricevuto un'e-mail da "Drug Drug" intitolata "Saluti da Boris". Diceva: "Irka se non rimuovi l'articolo, incontrerai Anna Politkovskaja (la giornalista assassinata, nda) o domani incontrerai negri ubriachi. Con amore, BA".  Chalip chiamò immediatamente Londra e parlò con Berezovskij, che le assicurò di non aver inviato l'e-mail e teorizzò che si trattasse dei "servizi speciali".
Il lunedì e il martedì successivi ha raccolto ulteriori informazioni per l'articolo su richiesta del suo redattore capo. Quel martedì, alle 20,53, ha ricevuto una chiamata sul suo cellulare da un telefono pubblico.  Un uomo sconosciuto ha dichiarato: "Sei stato avvertita, puttana, vero? Se l'articolo viene pubblicato, non devi più uscire di casa". La sera di giovedì 26 novembre, ha ricevuto un telegramma intimidatorio da Mosca con evidenti riferimenti alle sue conversazioni telefoniche private degli ultimi giorni.  Quando in seguito il sito web di Charter 97 ha chiesto informazioni sull'origine delle minacce, Chalip ha dichiarato: “Solo coloro che hanno la possibilità di intercettare le e-mail di altri potrebbero minacciarmi. Nel nostro paese è una prerogativa dei servizi segreti... I militari del KGB sono abituati a rimanere senza nome e senza volto tra la folla. A loro non piace quando le loro azioni illegali e talvolta criminali diventano note...". Nonostante le esplicite minacce di morte, Chalip e i suoi editori hanno deciso di pubblicare la storia nell'edizione del 9 dicembre di Novaja Gazeta.

### Elezioni presidenziali del 2010
Nel marzo 2010, il marito di Chalip, Andrėj Sannikaŭ, ha annunciato l'intenzione di candidarsi alle elezioni presidenziali bielorusse del 2010. Insieme a Uladzimir Niaklajeu e Jarasłaŭ Ramančuk, era considerato uno dei principali candidati dell'opposizione. Dopo le elezioni presidenziali svoltesi il 19 dicembre 2010, l'ex presidente Aleksandr Lukašėnka è stato proclamato vincitore con circa l'80% del voto popolare.

#### Arrestata con il marito
La notte del 19 dicembre 2010 migliaia di manifestanti hanno riempito pacificamente una grande piazza nel centro di Minsk, ritenendo fraudolenti i risultati delle elezioni. Erano presenti anche candidati politici di opposizione. La polizia ha interrotto la manifestazione, picchiando e ferendo persone e arrestandone più di 600. Chalip e suo marito erano tra i picchiati dalla polizia. Più tardi, sulla strada per l'ospedale per curare le gambe rotte di Sannikov, la loro auto fu intercettata mentre Chalip stava concedendo un'intervista telefonica alla stazione radio di Mosca Echo Moskvy (Eco di Mosca). Chalip ha urlato in diretta che stavano per essere prelevati con la forza dalla loro auto, arrestati e picchiati.
Il 22 marzo 2011, mentre l'accusava di mentire per essere stata picchiata, Lukašėnka ha ammesso che il telefono di Chalip era controllato dalla polizia.
Sia Chalip che Sannikov sono stati detenuti in una struttura del KGB a Minsk. Ore dopo l'arresto, Chalip prese in prestito un telefono cellulare da un altro detenuto e chiamò sua madre di 74 anni, chiedendole di prendersi cura del figlio giovanissimo. Secondo l'avvocato di Sannikov, Pavel Sapelko, gli è stato negato un adeguato trattamento medico per le sue ferite. Sapelko ha anche riferito che la coppia è stata ufficialmente accusata dei crimini di "organizzazione di un raduno non autorizzato e partecipazione a disordini di massa" il 29 dicembre, 10 giorni dopo essere incarcerati senza accuse.
Il 25 dicembre, il Daily Telegraph ha riferito che le autorità governative stavano minacciando di allontanare il giovane figlio di Chalip, all'epoca di tre anni, dalla custodia della madre. I servizi di assistenza all'infanzia hanno richiesto alla madre di Chalip di sottoporsi a una serie di test medici e psicologici per valutare se sarebbe stata in grado di mantenere la custodia, inclusi i test per l'HIV e la sifilide, dicendo che avrebbero preso una decisione entro la fine del mese. La madre di Chalip ha dichiarato: “Questo è un tentativo per fare pressione su Irina". Dopo l'annuncio, gli attivisti si sono radunati per Chalip e suo figlio davanti all'ambasciata bielorussa a Mosca, tenendo cartelli che chiedevano la loro riunificazione. L'11 gennaio, la madre di Chalip è stata trovata abbastanza in forma da mantenere la custodia del piccolo.
Dopo le proteste, Chalip è stata rilasciata dal centro di detenzione il 30 gennaio e posta agli arresti domiciliari mentre suo marito è rimasto in carcere. Sebbene riunita al figlioletto, le era espressamente vietato comunicare con il mondo esterno o con i media in qualsiasi modo e non le era permesso usare un telefono o un computer, o avvicinarsi alle finestre. Non le era anche permesso ricevere alcuna corrispondenza, poteva solo parlare con i membri della famiglia. Due guardie del KGB erano di stanza permanentemente nel suo appartamento, nel caso lei avesse violato quelle disposizioni sarebbe stata rimandata in carcere.
Il 3 febbraio 2011 l'ex addetto stampa di suo marito, il giornalista Aljaksandr Atroščankaŭ, era stato condannato a quattro anni di reclusione per aver partecipato alla manifestazione di protesta. La sentenza è stata emessa dalla giudice Taccjana Čerkas ai sensi dell'articolo 293 del codice penale, nonostante Atroščankaŭ fosse stato coinvolto nella protesta esclusivamente come giornalista professionista. Ventiquattro ore più tardi, il 4 febbraio, l'avvocato di Chalip, Tamara Haraeva, ha lasciato il team di difesa, senza dare spiegazioni. Tre giorni dopo, anche l'altro avvocato di Chalip, Uladzimir Toŭscik, si è ritirato bruscamente dal caso. Un membro della famiglia in contatto con Chalip ha detto che le autorità avevano minacciato di revocare le loro licenze per esercitare la professione legale se avessero continuato a rappresentarla. È stato anche riferito che le autorità stavano cercando di costringerla ad accettare un avvocato nominato dallo stato. Al 20 febbraio 46 persone erano state incriminate per la vicenda della "sommossa", tra cui quattro dei nove candidati alla presidenza. Ulteriori proteste hanno avuto luogo dopo che l'attivista Vasuk Parfjankov è stata condannata a quattro anni in una prigione di massima sicurezza.
Il 15 aprile il tribunale della città di Minsk ha respinto l'appello dell'avvocato di Andrėj Sannikaŭ, Pavel Sapelka, contro il lungo periodo di detenzione del suo assistito. Il 18 aprile sempre lo stesso tribunale ha ufficialmente rinviato a giudizio Chalip. Iryna Chalip, Sjarhej Marcėleŭ e Paval Sievjaryniec erano accusati ai sensi della parte 1 dell'articolo 342 del codice penale della Bielorussia per "aver preso parte o organizzato azioni che violano l'ordine pubblico". Quel giorno il tribunale di Minsk prolungò di un altro mese gli arresti domiciliari della giornalista. Amnesty International è intervenuta indicando Chalip e suo marito come prigionieri di coscienza. Il Comitato per la protezione dei giornalisti ha anche chiesto alle autorità bielorusse di revocare immediatamente tutte le restrizioni sui movimenti di Chalip e di far cadere le accuse "inventate" contro di lei.

#### Condannata
Il 16 maggio 2011 Chalip è stata condannata per "organizzazione e preparazione di attività gravemente perturbatrici dell'ordine pubblico" e condannata a due anni di reclusione con sospensione della pena.

## Vita privata
È sposata con Andrėj Sannikaŭ, un oppositore di Lukašėnka, candidato alle elezioni presidenziali della Bielorussia del 2010 e premiato nel 2005 con il "premio Bruno Kreisky".

## Riconoscimenti
- Nel 2005 è stata selezionata per il numero speciale del 2005 dalla rivista Time come Hero of Europe ("Eroina d'Europa), categoria Brave Hearts ("Cuori coraggiosi").[10]
- Nel 2009 ha ottenuto il "Premio Coraggio nel Giornalismo" dalla "International Women's Media Foundation.
- Nell'ottobre 2013 Tom Stoppard le ha consegnato il premio di "Scrittrice internazionale del coraggio" del Premio PEN Pinter, uno dei maggiori riconoscimenti internazionali sui diritti umani.[11]